# Friedrich Arndts
Friedrich Arnold Wilhelm Adolf Carl Arndts (* 22. September 1753 in Arnsberg; † 8. Februar 1812 in Meschede) war ein deutscher Jurist in Kurkölner und hessen-darmstädtischen Diensten. Als Autor verfasste er unter anderem eine statistisch orientierte Darstellung über das Herzogtum Westfalen.

## Leben
Er stammte aus einer bedeutenden Arnsberger Beamten- und Juristenfamilie und war unter anderem Bruder des kaiserlichen Postmeisters Engelbert Arndts. Nach dem Besuch des Gymnasiums in Arnsberg studierte er in Göttingen Rechtswissenschaften. Danach war er Advokat, Landschreiber und Fiskal im Herzogtum Westfalen, zuletzt im Range eines kurfürstlich kölnischen Oberappellationsgerichts- und Geheimrates.
Arndts heiratete 1786 Maria Johanna Biegeleben. Mit dieser hatte er vier Kinder. Darunter war auch der spätere Jurist und Abgeordnete Carl Ludwig Arndts. Eine Tochter heiratete den Historiker Johann Suibert Seibertz.
Nach dem Übergang des Herzogtums Westfalen an Hessen-Darmstadt gehörte er seit 1803 der Gesetzgebungskommission in Darmstadt an und wurde im Jahr 1807 Direktor des Hofgerichts in Arnsberg.
In amtlicher Funktion verfasste er 1802 einen Bericht über die Missstände im Berg- und Hüttenwesen des Herzogtum Westfalen. Auch stammt von ihm eine kurze statistische Darstellung des Herzogtums Westfalen. Als Autor hat er meist anonym in verschiedenen Zeitschriften publiziert, so dass es schwer ist, seine Beiträge nachzuweisen. In Dortmund erschien 1808 seine Schrift Dialogen über Visionen und Vorgeschichten.
Von verschiedenen Reisenden wurde das Herzogtum Westfalen gegen Ende des 18. und zu Beginn des 19. Jahrhunderts besucht und meist als rückständig beschrieben. Als Reaktion darauf erschienen im Westfälischen Anzeiger 1803 anonym zwei Beiträge. Der eine richtete sich gegen Justus Gruners Schrift Wallfahrt zur Ruhe und Hoffnung, der andere setzte sich mit Ferdinand Schazmanns Beiträge für die Geschichte und Verfassung des Herzogtums Westfalen auseinander. Weil die Beiträge offenbar auf erhebliches öffentliches Interesse gestoßen waren, wurden sie zu einer Buchausgabe vereinigt und zusammen mit einem kurzen Beitrag von Friedrich August Alexander Eversmann über das westfälische Bauernhaus in Arnsberg gedruckt. Auch das Buch ist anonym erschienen, aber sein Schwiegersohn Seibertz hat schon 1819 die Urheberschaft Arndts' an der Schrift benannt. Allerdings hat daran auch noch eine andere unbekannte Person mitgewirkt, über deren Identität nichts bekannt ist.
Die statistischen Darstellungen Arndts sind heute wichtige zeitgenössische Quellen zur Sozial- und Wirtschaftsgeschichte des Sauerlandes für die Zeit an der Wende vom 18. zum 19. Jahrhundert.

## Schriften
- Dialogen über Visionen und Vorgeschichten. Gebr. Mallinckrodt, Dortmund, 1808.
- Einige statistische Bemerkungen über das Herzogtum Westfalen, als berichtigender Nachtrag über die „Beiträge für die Geschichte und Verfassung des Herzogtums Westfalen“. Darmstadt, 1803 und Justus Gruners Wallfahrt zur Ruhe und Hoffnung oder die Schilderung des sittlichen und bürgerlichen Zustande Westfalens; am Ende des achtzehnten Jahrhunderts, Frankfurt, 1802., Arnsberg, 1804 (Abgedruckt in Südwestfalen-Archiv. 3. Jg., 2003, S. 129–166).